# Мамонтове дерево
Мамонтове дерево (Sequoiadendron) — рід вічнозелених дерев, що включає два види, лише один з яких зберігся до наших днів:
- Sequoiadendron giganteum — сучасний, що росте в природі в горах Сьєрра-Невада в Каліфорнії[2]
- † Sequoiadendron chaneyi — вимерлий, попередник Sequoiadendron giganteum, знайдений переважно в частині Невади на третинному плато Колорадо до пізнього міоцену[3]

Скам’янілий пилок секвойядендрону та макрофосілі були знайдені ще в крейдяному періоді та по всій Північній півкулі, включаючи місця в західній Грузії на Кавказі.